# In-FCTA
El Festival de Cinema de la Terra Alta, conegut com a In-FCTA, és un esdeveniment anual que se celebra a la regió de Terres de l'Ebre, específicament a la localitat de Bot, a la província de Tarragona.
El projecte pretén donar resposta a les necessitats, inquietuds i expectatives actuals, que parteixen de la coneixença de la gairebé inexistència de propostes culturals i artístiques d'aquesta índole a la comarca de la Terra Alta.
Així doncs, el principal objectiu del festival és la difusió cultural en una zona deprimida i amb accessos més reduïts a formats culturals diversos i de qualitat. Això ho porta a terme mitjançant la difusió de l'art cinematogràfic, presentant i promocionant talents nacionals i internacionals, i combinant-lo tant amb altres arts escèniques, visuals, plàstiques o musicals com amb la indústria vinícola de la comarca.

## Espai
In-FCTA neix i es desenvolupa a la vila de Bot, lloc on sorgeix la iniciativa. Tot i que aquesta població es manté com a centre neuràlgic i cor del Festival, en les últimes edicions s'hi han anat sumant altres poblacions terraltenques com Gandesa.

## Història
El festival neix a Bot l'any 2017, de la mà de l'actor i director del festival, Ivan Massagué, i de Sorolla't, grup de dinamització local de Bot.
La 7a edició del festival In-FCTA va transcórrer entre els dies 6 i 12 d'agost de 2023.

## Organització
In-FCTA és dirigit per l'actor Ivan Massagué Horta i l'Úrsula Agut Suàrez, activista cultural i membre del col·lectiu cultural Sorolla't. A aquests els acompanya l'Ajuntament de Bot, que és coorganitzador del Festival, i tant cedeix espais com col·labora amb el finançament a través de subvencions.
A més, el Festival compta amb una sèrie de patrocinadors i col·laboradors entre els quals es troben Estrella Damm, l'acadèmia de cinema FXAnimation i altres empreses locals com el celler Sant Josep o l'Herència Altés. Aquest projecte també rep el suport d'entitats públiques com del Consell Comarcal de la Terra Alta, la Diputació de Tarragona, el Departament de Cultura de la Generalitat catalana i el govern d'Espanya.